# Khướu đá mun
Khướu đá mun (Stachyris herberti) là loài chim thuộc họ Họa mi, phân bố ở Lào và Việt Nam. Môi trường sống tự nhiên của chúng là các khu rừng thấp, ẩm, nhiệt đới hoặc cận nhiệt đới. Chúng đang bị đe dọa vì mất nơi sống.